# Матильда Бачинська
Мати́льда Бачи́нська (пол. Matylda Baczyńska; нар. 2 березня 1984, Влоцлавек, Польща) — польська актриса театру та кіно.
Народилася у м. Влоцлавек, тоді Влоцлавське, нині Куявсько-Поморське воєводство, Польща.

## Фільмографія
- 2007 — «Валкама» (фін. "Valkaama"), Руна;
- 2007 — «Повороти долі» (пол. "Korowód", англ. "Twists of Fate"), Марина Дубровська;
- 2009 — «Тиша» (пол. "Cisza"), Оля;
- 2010 — «M20»;
- 2010 — «Святий інтерес» (пол. "Święty interes"), Нікола Дуйніківна (дочка мера);
- 2010 — «Щоденник» (пол. "Pamiętnik"), Лена;
- 2011 — «Заплутаність» (пол. "Uwikłanie"), Ядвіга Телякова у 80-ті;

### Телесеріали
- 2008—2010 — «Плебанія» (пол. "Plebania"), Магда;
- 2010 — «Отець Матеуш» (пол. "Ojciec Mateusz"), Кароліна;
- 2011 — «Резиденція» (пол. "Rezydencja");
- 2011—2012 — «Юлія» (пол. "Julia");
- з 2011 р. — «Люди Худого» (пол. "Ludzie Chudego"), Віолетта.